# Thyreotroper Regelkreis

Thyreotroper Regelkreis: anregende Wirkung des Hormons + hemmende Wirkung des Hormons - (negative Rückkopplung)

Der thyreotrope Regelkreis (Synonyme: Hypophysen-Schilddrüsen-Regelkreis, Hypophysen-Schilddrüsen-Achse, Thyreotrope Achse) ist ein mehrschleifiger Regelkreis zwischen Hypothalamus, Hypophyse und Schilddrüse. Er reguliert die Konzentration an Schilddrüsenhormonen im Blutplasma.

## Physiologie
Die Hypophyse schüttet das Steuerhormon Thyreotropin (TSH) aus, das in der Schilddrüse die Sekretion von Thyroxin (T4) und Triiodthyronin (T3) anregt. Diese Schilddrüsenhormone ihrerseits hemmen im Sinne einer Gegenkopplung (negative Rückkopplung) die Produktion und Ausschüttung von TSH, so dass sich normalerweise ein Gleichgewichtsspiegel der Menge an Schilddrüsenhormonen im Blut einstellt. fT4 (freies T4) ist dabei das entscheidende Feedback-Signal für die Hemmung der Sekretion von Thyreotropin, während die T3 Konzentration im Plasma nach aktuellen Erkenntnissen keinen eigenen hemmenden Effekt auf die Sekretion von Thyreotropin hat. T3 bindet an einen nukleären Rezeptor auf den Thyretropinzellen, wodurch die Biosynthese von TSH und von TRH-Rezeptoren blockiert wird. Die Produktion und die Ausschüttung des TSH hängt zudem von dem Spiegel des Thyreotropin Releasing-Hormons TRH und des Somatostatins ab, die beide vom Hypothalamus produziert und ausgeschüttet werden. Der Hypothalamus gibt den Sollwert der Schilddrüsenhormone im Blut vor und misst ständig den Istwert. Um den Istwert der Schilddrüsenhormone im Blut an den Sollwert der Schilddrüsenhormone im Blut anzupassen, kann der Hypothalamus die Produktionsmenge an TRH und damit die Produktionsmenge an TSH und Schilddrüsenhormonen beeinflussen.
Abgesehen von diesem Hauptregelkreis gibt es weitere eingeschaltete Rückkoppelungsschleifen, z. B. ein Ultra-Short-Feedback von TSH auf seine eigene Ausschüttung (Brokken-Wiersinga-Prummel-Regelkreis), ein Long-Feedback von Schilddrüsenhormonen auf die TRH-Freisetzung und Regelkreise, welche die Plasmaproteinbindung von T4 und T3 einstellen.
Studien an großen Populationen haben gezeigt, dass es auch beim Menschen eine zusätzliche Vorsteuerung gibt, die den TSH-Spiegel mit der Aktivität von Dejodinasen verknüpft. Dieser TSH-T3-Shunt könnte erklären, warum die Summenaktivität peripherer Dejodinasen bei hypothyreoten Patienten höher als bei euthyreoten ist und warum ein kleiner Teil der Betroffenen von einer Substitutionstherapie mit T3 profitiert.
Die TSH-Sekretion wird außer durch TRH, Somatostatin und periphere Schilddrüsenhormone durch vielfältige weitere afferente Signale gesteuert. Dies ist vermutlich einer der Gründe dafür, dass die Beziehung zwischen fT4 und TSH von dem früher propagierten loglinearen Zusammenhang abweicht.
Die Jodaufnahme der Schilddrüse ist nicht nur vom TSH-Spiegel abhängig, sondern unterliegt auch einer jodabhängigen Autoregulation. Eine geringe Jodkonzentration im Blut erhöht die Aufnahme von Jod im Magen-Darm-Trakt und die Aufnahme von Jod in die Schilddrüse auch bei Fehlen von TSH. Zusätzlich wird ebenfalls auch bei Abwesenheit von TSH die Synthese von Schilddrüsen-Hormonen gesteigert. Gaben großer Mengen von Jodid (mehrere Hundert Milligramm – der Tagesbedarf des Gesunden wird von der WHO mit 200 Mikrogramm angegeben) hemmen Jodidaufnahme, Hormonsynthese und Hormonausschüttung (Wolff-Chaikoff-Effekt, nach Louis Wolff, 1898–1972, US-amerikanischer Kardiologe und I. L. Chaikoff, US-amerikanischer Physiologe). Diesen Effekt, der nur wenige Tage anhält, machte man sich früher zur Behandlung einer Hyperthyreose vor Schilddrüsenoperation zunutze („Plummern“, nach Henry Stanley Plummer).

## Funktionszustände des Hypophysen-Schilddrüsen-Regelkreises
- Euthyreose (Normale Schilddrüsenfunktion)
- Hypothyreose (Schilddrüsenunterfunktion)
  - Primäre Hypothyreose (Regelkreis in der Schilddrüse beeinträchtigt, z. B. durch mangelnde Inkretionsleistung nach Operation oder bei Autoimmunthyreopathien)
  - Sekundäre Hypothyreose (Regelkreis in der Hypophyse beeinträchtigt, z. B. im Rahmen einer Hypophysenvorderlappeninsuffizienz)
  - Tertiäre Hypothyreose (Vorgabe des Sollwertes fehlt durch Mangel an TRH, z. B. im Rahmen einer Schädigung des Hypothalamus, eines Pickardt-Syndroms oder eines Euthyroid-Sick-Syndroms.)
- Hyperthyreose (Schilddrüsenüberfunktion)
  - Primäre Hyperthyreose (Inappropriate Sekretion von Schilddrüsenhormonen durch eine Erkrankung der Schilddrüse, z. B. bei Autonomien und beim Morbus Basedow)
  - Sekundäre Hyperthyreose (selten durch TSH-produzierende Tumoren der Hypophyse oder bei Schilddrüsenhormonresistenz)
  - Tertiäre Hyperthyreose (denkbar durch TRH-Überproduktion im Hypothalamus oder paraneoplastische TRH-Bildung, bislang noch nicht beobachtet)
- Thyreotoxikose (Überversorgung mit Schilddrüsenhormonen, z. B. durch zu hoch dosierte medikamentöse Behandlung einer Hypothyreose)
- Schilddrüsenhormonresistenz (Beeinträchtigung des Regelkreises an den Rezeptoren in der Hypophyse oder der Peripherie)

## Diagnostik
Die Funktion des Regelkreises kann in den meisten Fällen durch die Bestimmung folgender Hormone ermittelt werden:
- TSH (Thyreoidea-stimulierendes Hormon)
- Freies T4
- Freies T3

Nur für besondere Fragestellungen werden die folgenden Schilddrüsenfunktionstests benötigt:
- Gesamt-T4
- Gesamt-T3
- TRH
- TBG
- TRH-Tests
- Sekretionsleistung der Schilddrüse (GT)
- Summenaktivität peripherer Dejodinasen (GD)
- TSH-Index (TSHI)